# SFP
SFP (на английски: Small Form-factor Pluggable) е приемо-предавателен разширителен модул, използван за предаване на данни в телекомуникациите, който осигурява по-голяма гъвкавост при избора на преносна среда (медна усукана двойка или оптичен кабел). SFP модулите се предлагат с възможности за предаване на данни със скорост до 4,25 Gbps. Подобрен стандарт на SFP е SFP +, който поддържа скорости до 10 Gbps.
Механичните размери на SFP модула са: височина – 8,5 mm, широчина – 13,4 mm и дължина – 56,5 mm.

## Видове
- SFP модули за оптичен кабел – обикновено се предлагат в няколко различни категории:
  - за многомодови влакна, с бежов или черен цвят на дръжката.[4]
    - SX – 850 nm[5]
      - за разстояния до 550 m, 1.25 Gbps (Gigabit Ethernet)
      - за разстояния до 150 m, 4,25 Gbps (Fibre Channel)

  - за едномодови влакна, със син цвят на дръжката.[4]
    - LX – 1310 nm, за разстояния до 10 km
    - BX, за разстояния до 10 km[6][7]
      - 1490 nm, BS-U
      - 1310 nm, BS-D

    - 1550 nm
      - XD – за разстояния до 40 km
      - ZX – за разстояния до 80 km
      - EX или EZX – за разстояния до 120 km
- SFP модули за медна усукана двойка
  - 1000Base-T – тези модули могат да се използват само за Gigabit Ethernet. Не са съвместими с Fibre Channel или SONET.

## SFP +
SFP + е усъвършенствана версия на SFP, която поддържа скорост на предаване на данни до 10 Gbps. Стандартът е въведен на 9 май 2006 г., а на 6 юли 2009 г. излиза версия 4.1.